# Faruk Nafız Özak

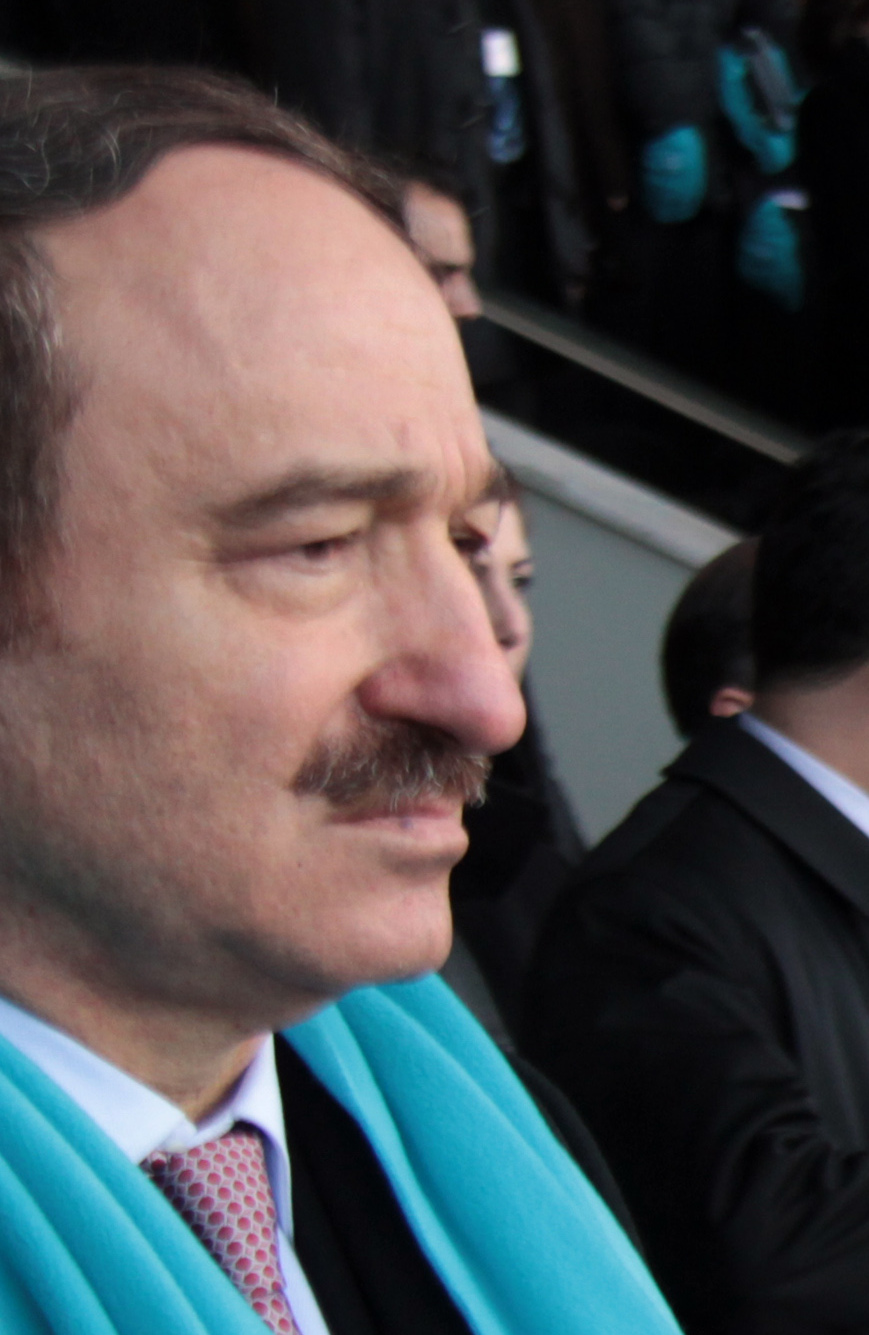

Faruk Nafız Özak (Trabzon, 1946) é um político turco. É o atual ministro de Estado da Turquia.